# Steven Wilson

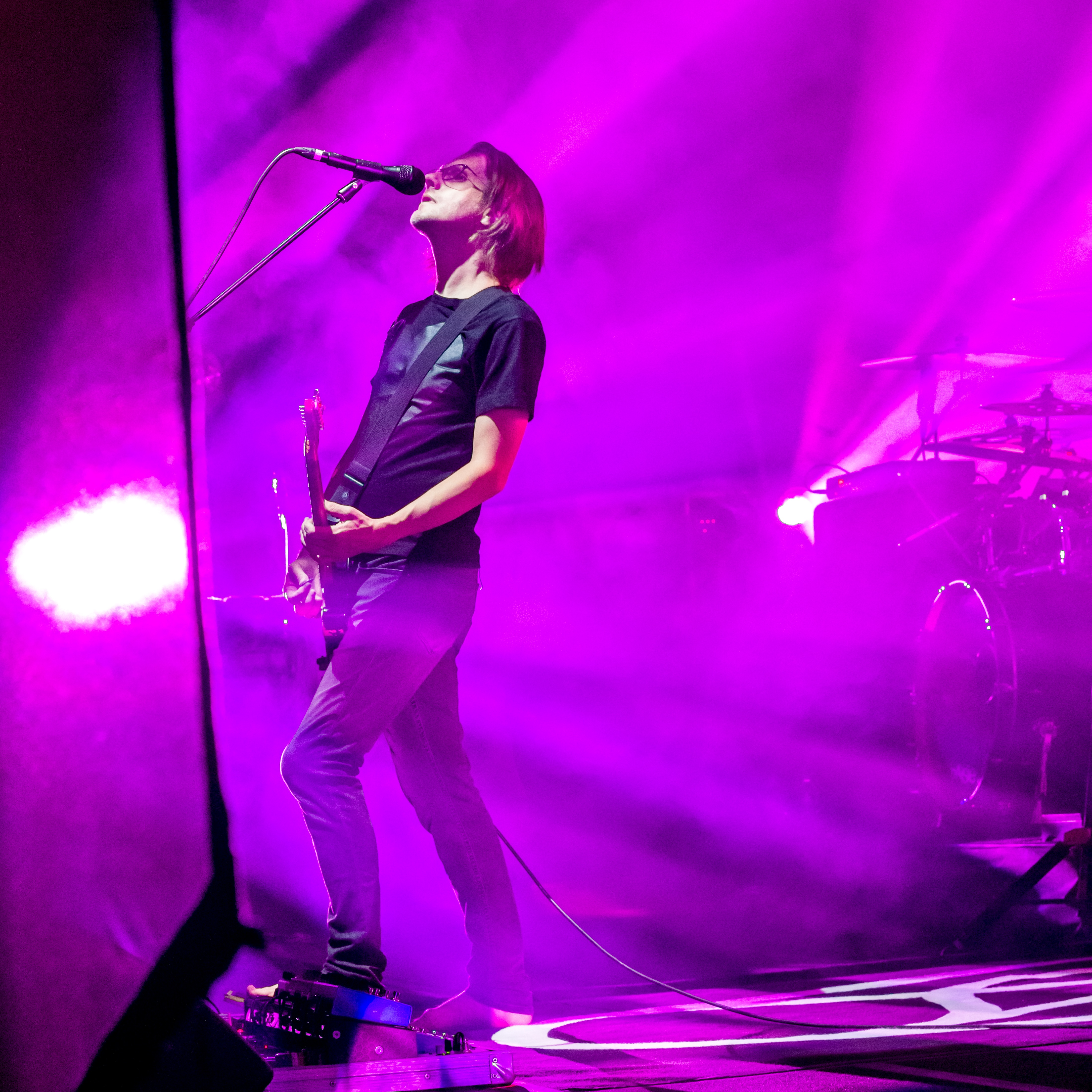
Wilson op het Zelt-Musik-Festival 2018, Freiburg, Duitsland

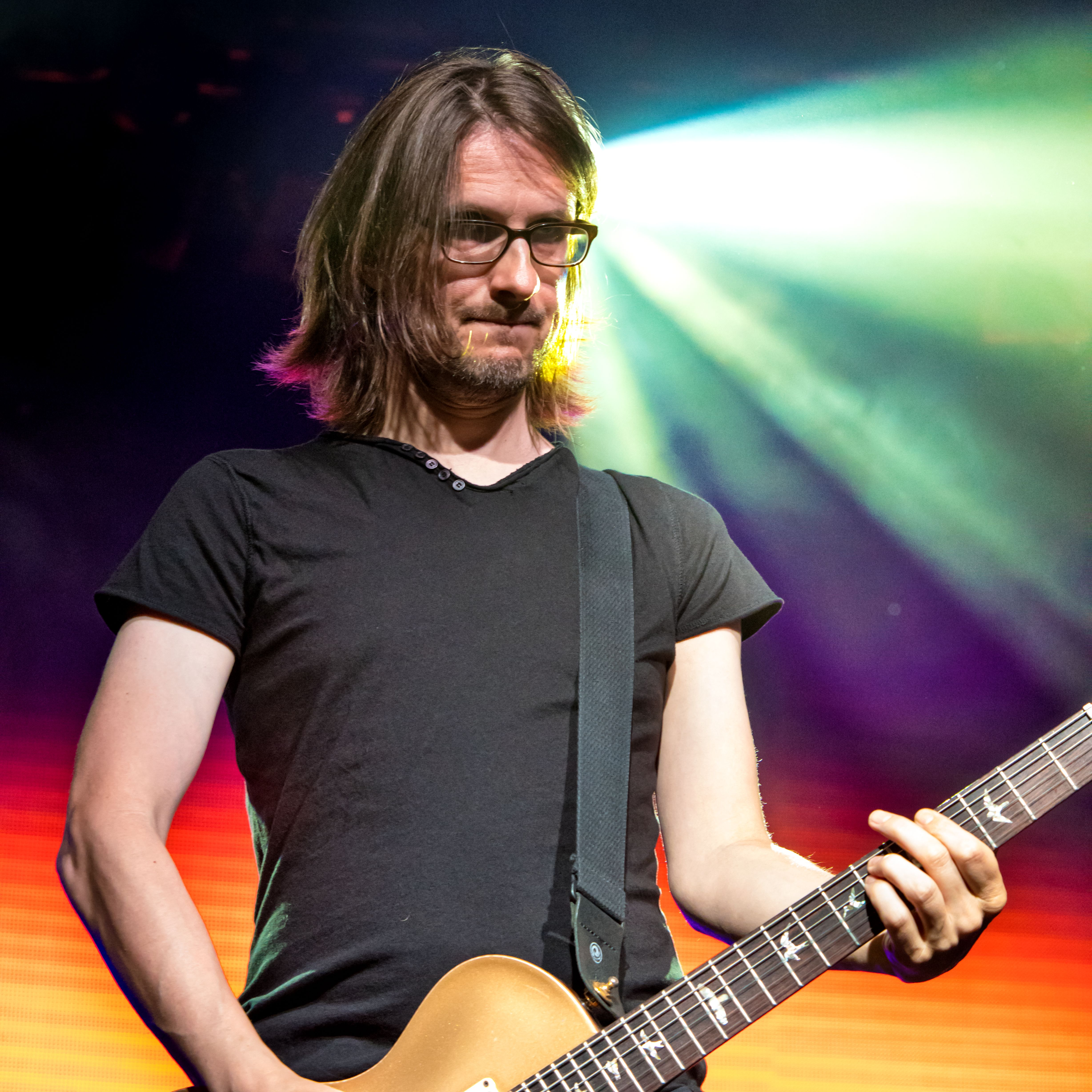
Wilson op het Zelt-Musik-Festival 2016, Freiburg, Duitsland

Steven John Wilson (Kingston upon Thames, 3 november 1967) is een Britse zanger, gitarist, pianist en producer in het progressieve rock- en metalgenre.

## Loopbaan
Wilson is gitarist en leadzanger van de Britse progressive-rockband Porcupine Tree en daarnaast lid van de in 1986 gevormde band no-man, die tegenwoordig nog uit het duo Wilson en Tim Bowness bestaat. Tevens produceerde Wilson de albums Blackwater Park, Deliverance en Damnation van de Zweedse metalband Opeth en schreef hij mee aan het laatstgenoemde album. Ook heeft hij verschillende muzikale bijdragen geleverd aan deze albums.
Wilson heeft naast zijn werk met Porcupine Tree diverse muzikale nevenprojecten, waaronder Bass Communion, no-man, I.E.M. (Incredible Expanding Mindfuck), Continuum en Blackfield. Bij dit laatste project nam hij vijf albums op met de Israëlische popmuzikant en vredesactivist Aviv Geffen. Wilson heeft sinds 2008 ook een succesvolle solocarrière.
In 2010 & 2011 vormde Steven Wilson samen met Mikael Åkerfeldt van Opeth het gelegenheidsduo Storm Corrosion en waarvan in 2012 een titelloos dubbelalbum uitkwam.

## Discografie Nederland

### Steven Wilson
| Album met eventuele hitnotering(en) in de Nederlandse Album Top 100 | Datum van verschijnen | Datum van binnenkomst | Hoogste positie | Aantal weken | Opmerkingen |
| ------------------------------------------------------------------- | --------------------- | --------------------- | --------------- | ------------ | ----------- |
| Insurgentes                                                         | 26-11-2008            | 07-03-2009            | 78              | 3            |             |
| Grace for Drowning                                                  | 30-09-2011            | 01-10-2011            | 22              | 5            |             |
| The Raven That Refused to Sing (And Other Stories)                  | 2013                  | 02-03-2013            | 16              | 5            |             |
| Cover Version                                                       | 2014                  | 05-07-2014            | 60              | 1            |             |
| Hand. Cannot. Erase                                                 | 2015                  | 07-03-2015            | 2               | 11           |             |
| Transience                                                          | 2015                  | 24-09-2016            | 83              | 1            |             |
| 4½                                                                  | 2016                  | 30-01-2016            | 9               | 3            |             |
| To the Bone                                                         | 2017                  | 26/08/2017            | 4               | 4            |             |
| Home Invasion: In Concert at the Royal Albert Hall                  | 2018                  | 10/11/2018            | 35              | 1            |             |
| The Future Bites                                                    | 2021                  | 06-02-2021            | 2               | 2            |             |

### Blackfield
| Album met eventuele hitnotering(en) in de Nederlandse Album Top 100 | Datum van verschijnen | Datum van binnenkomst | Hoogste positie | Aantal weken | Opmerkingen |
| ------------------------------------------------------------------- | --------------------- | --------------------- | --------------- | ------------ | ----------- |
| Blackfield                                                          | 2004                  | -                     | -               | -            |             |
| Blackfield 2                                                        | 2007                  | 24-02-2007            | 78              | 1            |             |
| Live in NYC                                                         | 2009                  |                       |                 |              |             |
| Welcome to My DNA                                                   | 2011                  | 02-04-2011            | 31              | 2            |             |
| IV                                                                  | 2013                  | 31-08-2013            | 28              | 2            |             |
| V                                                                   | 2017                  | 18-02-2017            | 16              | 2            |             |
| Open Mind: The Best of Blackfield                                   | 2018                  |                       |                 |              |             |
| For the Music                                                       | 2020                  |                       |                 |              |             |

### Porcupine Tree
| Album met eventuele hitnotering(en) in de Nederlandse Album Top 100 | Datum van verschijnen | Datum van binnenkomst | Hoogste positie | Aantal weken | Opmerkingen |
| ------------------------------------------------------------------- | --------------------- | --------------------- | --------------- | ------------ | ----------- |
| Deadwing                                                            | 2005                  | 02-04-2005            | 56              | 2            |             |
| Fear of a Blank Planet                                              | 2007                  | 21-04-2007            | 13              | 5            |             |
| The Incident                                                        | 2009                  | 19-09-2009            | 5               | 7            |             |
| Octane Twisted                                                      | 2012                  | 24-11-2012            | 68              | 1            |             |

## Discografie België

### Steven Wilson
| Album met hitnotering(en) in de Vlaamse Ultratop 200 albums | Datum van verschijnen | Datum van binnenkomst | Hoogste positie | Aantal weken | Opmerkingen |
| ----------------------------------------------------------- | --------------------- | --------------------- | --------------- | ------------ | ----------- |
| The Raven That Refused to Sing (And Other Stories)          | 2013                  | 02-03-2013            | 87              | 1            |             |
| Hand. Cannot. Erase                                         | 2015                  | 07-03-2015            | 26              | 9            |             |
| 4½                                                          | 2016                  | 30-01-2016            | 33              | 5            |             |
| To the Bone                                                 | 2017                  | 26-08-2017            | 14              | 5            |             |

### Porcupine Tree
| Album met hitnotering(en) in de Vlaamse Ultratop 200 albums | Datum van verschijnen | Datum van binnenkomst | Hoogste positie | Aantal weken | Opmerkingen |
| ----------------------------------------------------------- | --------------------- | --------------------- | --------------- | ------------ | ----------- |
| The Incident                                                | 2009                  | 26-09-2009            | 79              | 2            |             |
| Octane Twisted                                              | 2012                  | 01-12-2012            | 111             | 1            |             |
| Anesthetize                                                 | 2015                  | 06-06-2015            | 158             | 1            |             |

### DVD's
| Dvd's met hitnoteringen in de Nederlandse DVD Music Top 30 | Datum van verschijnen | Datum van binnenkomst | Hoogste positie | Aantal weken | Opmerkingen |
| ---------------------------------------------------------- | --------------------- | --------------------- | --------------- | ------------ | ----------- |
| Get All You Deserve                                        | 2012                  | 29-09-2012            | 4               | 8            |             |
| The Raven That Refused to Sing (And Other Stories)         | 2013                  | 02-03-2013            | 14              | 2            |             |
| Drive Home                                                 | 2013                  | 26-10-2013            | 8               | 2            |             |
| 4½                                                         | 2016                  | 30-01-2016            | 1(1wk)          | 11           |             |
| To the Bone                                                | 2017                  | 26-08-2017            | 1(2wk)          | 7            |             |